# Hosta minor
Hosta minor este o specie de plantă cu flori din familia Asparagaceae. Este una dintre cele mai mici hosta. Este cunoscută și sub numele de Hosta sieboldii „Alba”.